# Boulodrome
Boulodrome (fr.) ist die Bezeichnung für einen Bouleplatz. In Deutschland ist die Schreibweise Boulodrôme weit verbreitet; diese ist allerdings in Frankreich nicht bekannt.

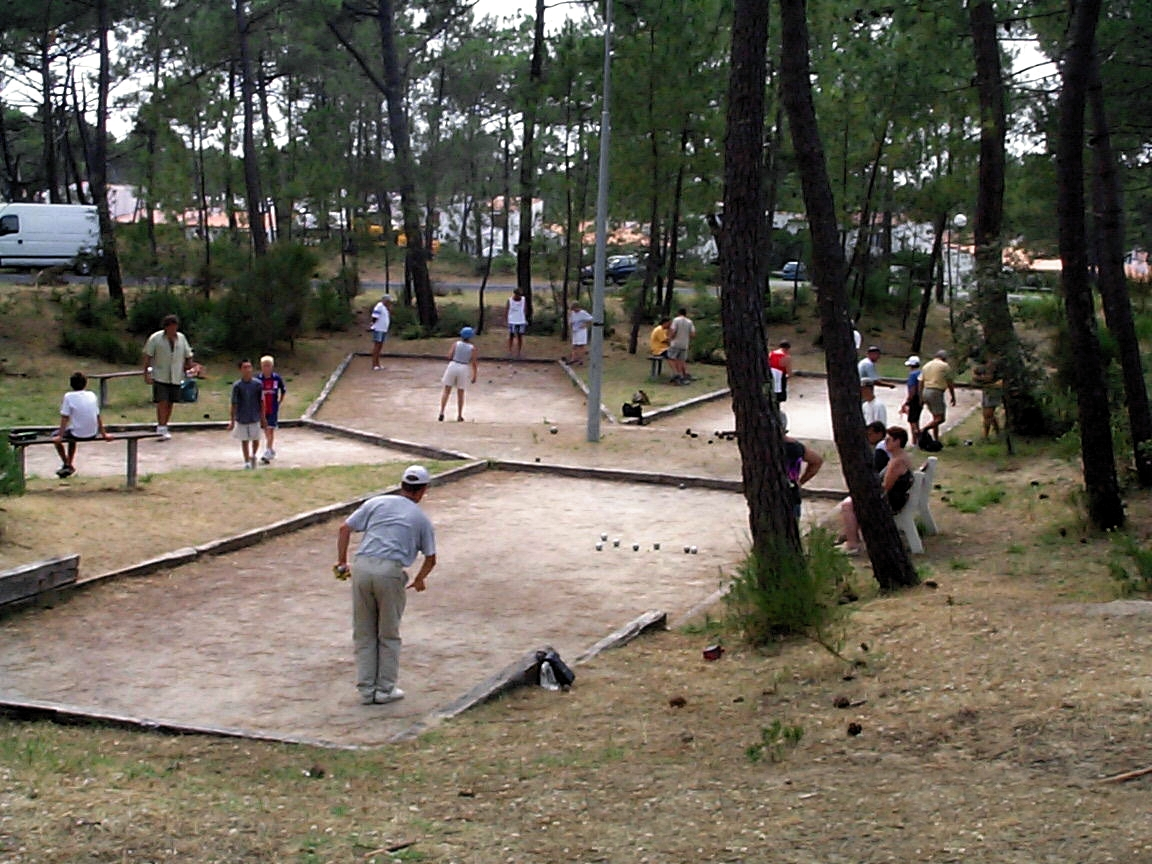
Öffentliches Boulodrome mit 4 Spielfeldern für Pétanque in La Palmyre, ein Ortsteil von Les Mathes in Frankreich

## Beschreibung
Es handelt sich oft um Vereinsanlagen. Sie sind zum Beispiel in den französischen Pétanque-Hochburgen in fast jedem Ort zu finden. Auch in Deutschland wird der Begriff allmählich heimisch. Zu vielen französischen und einigen deutschen Boule-Plätzen gehören sogar Boulehallen.
Vor allem Pétanque wird (in Deutschland oft als Boule bezeichnet) auch auf öffentlichen Plätzen gespielt, da diese Kugelsportart auf jedem Boden gespielt wird. Die älteren französischen Herren, die abends auf den Dorfplätzen spielen, sind meist Freizeitspieler, vergleichbar mit Fußballspielern im Park, die z. B. Kleidungsstücke als „Torpfosten“ benutzen. Bei beiden hat dies nichts mit den Fähigkeiten der Spieler zu tun.
In Deutschland werden in Parks oft Boule-Plätze angelegt (fälschlicherweise auch manchmal Boccia-Bahnen genannt), die aus einer Bahn bestehen. In Frankreich gibt es vor allem in Touristengegenden öffentliche angelegte Anlagen mit mehreren Bahnen, auf denen dann oft in den Sommermonaten sogenannte Touristenturniere ausgetragen werden. Auch auf den Vereinsplätzen gibt es solche Turniere.

## Tabelle der Boule-Anlagen
Für die einzelnen Boule-Sportarten gelten unterschiedliche Maße und Anforderungen an die Anlagen.
| Kugel bzw. Sportart  | Spielfeldbeschaffenheit     | Spielfeldgröße in m                         | Spieldistanz in m             | Besonderheiten                                          |
| -------------------- | --------------------------- | ------------------------------------------- | ----------------------------- | ------------------------------------------------------- |
| Boccia               | spezielle Bahnen            | 4,5 × 26,5                                  | –                             | 25 cm hohe Kunststoff-Umrahmung                         |
| Boule-en-Bois        | Bahnen mit Bohlen           | 4 × 22                                      | –                             | –                                                       |
| Boule-de-Fort        | Kunststoff, geglättete Erde | 7 × 25                                      | –                             | –                                                       |
| Boule des Berges     | spezielle Bahnen            | 3,3 × 32                                    | –                             | Bahn mit seitl. Neigungen                               |
| Boule Lyonnaise      | spezielle Bahnen            | 4 × 27,5                                    | bis 19,5                      | Terrain mit versch. Feldern                             |
| Bowls indoor outdoor | glatter Teppich-Belag Rasen | 40 × 40 (gesamt) 4,3 × 5.8 4,6 × 5.8        |                               | Spielfeld zur Mitte hin ansteigend unterteilt in Bahnen |
| Jeu Provençal        | jedes Gelände               | 25–35                                       | bis 22                        | –                                                       |
| Pétanque             | jedes Gelände               | 4 × 15 oder 3 × 12 (DPV) oder terrain libre | 6–10 (maximal 20) (minimal 3) | andere Weiten für Jugendspieler                         |

Beispiele für die unterschiedlichen Sportarten:

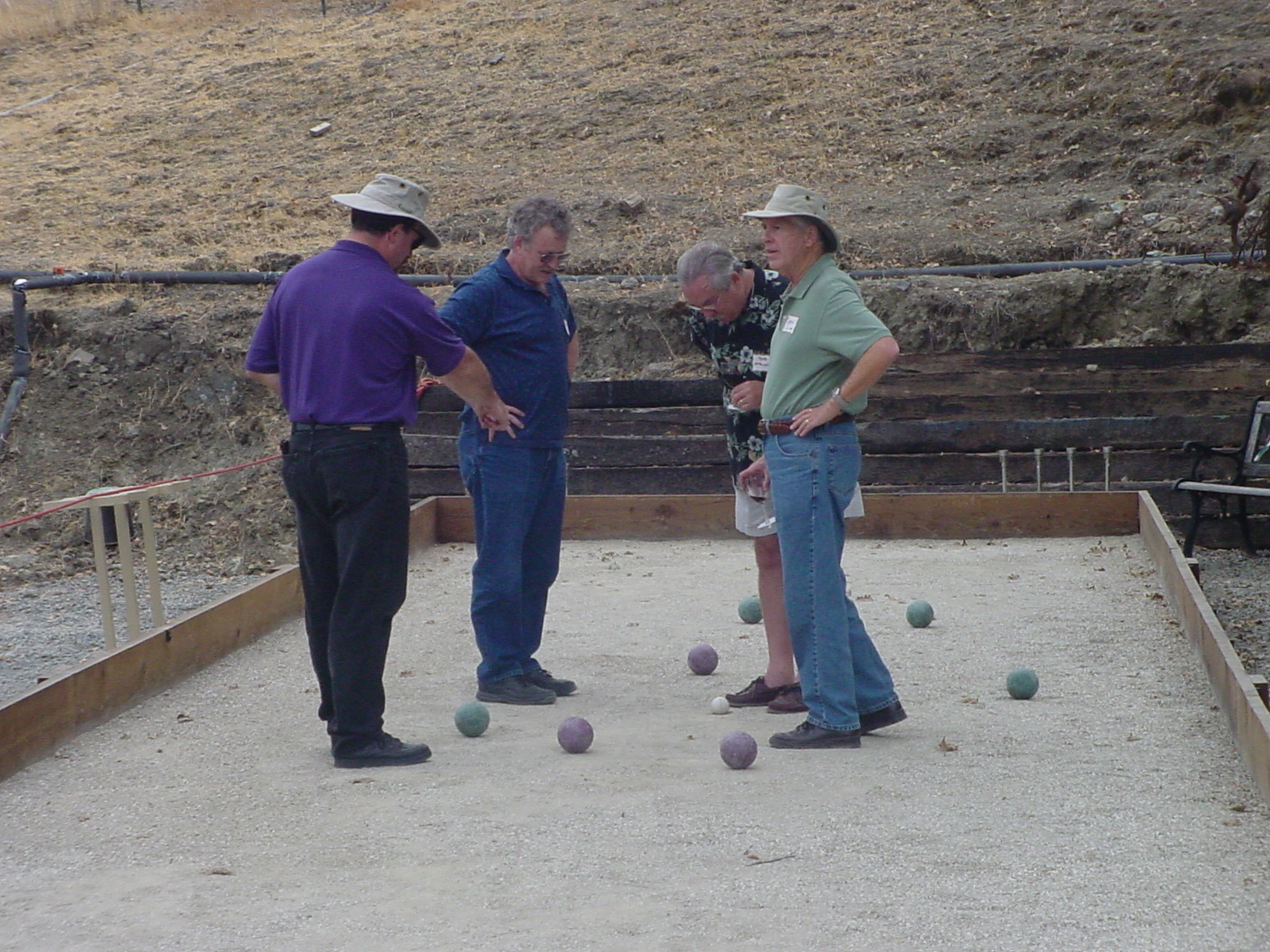
Boccia
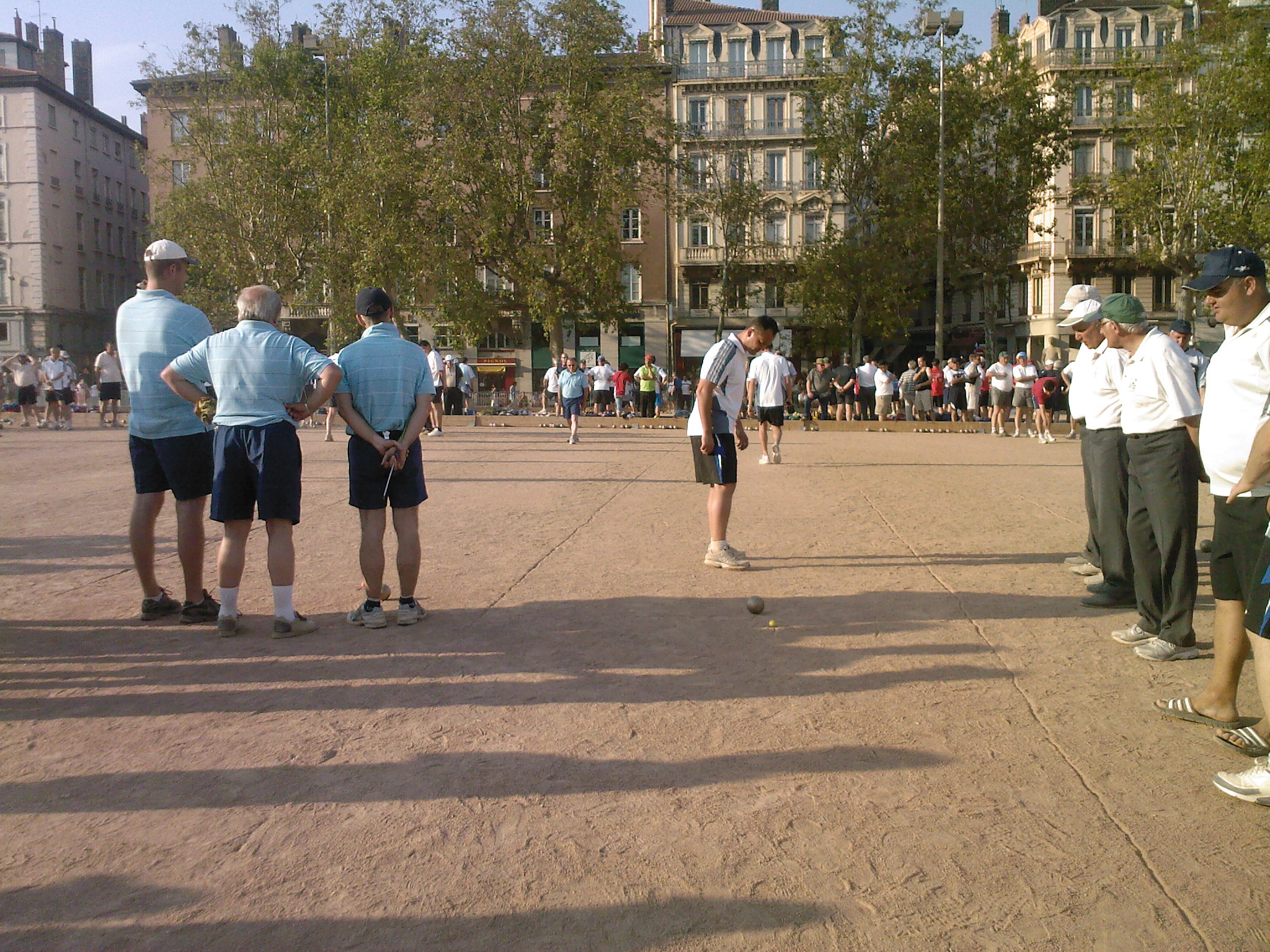
Boule Lyonnaise
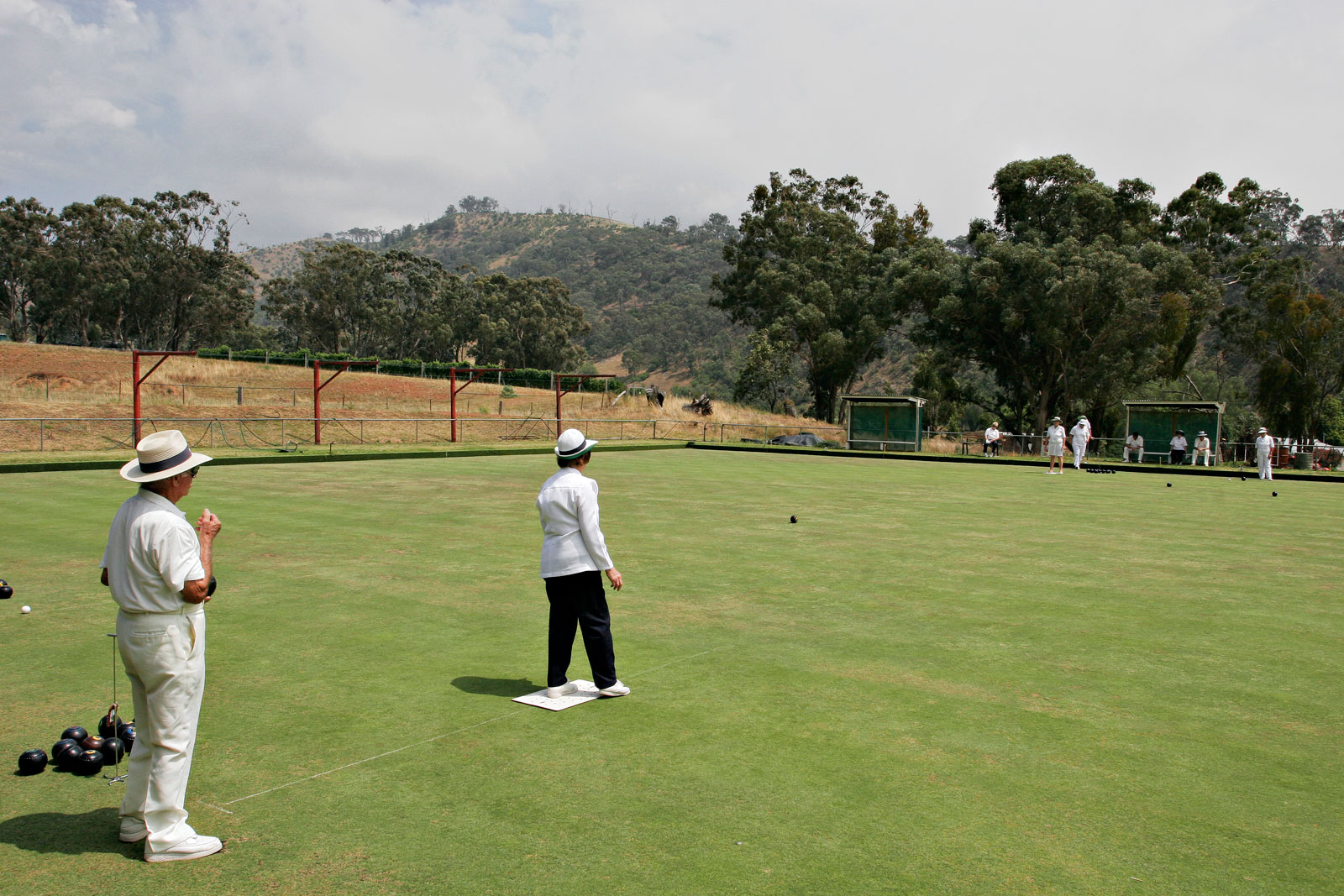
Bowls
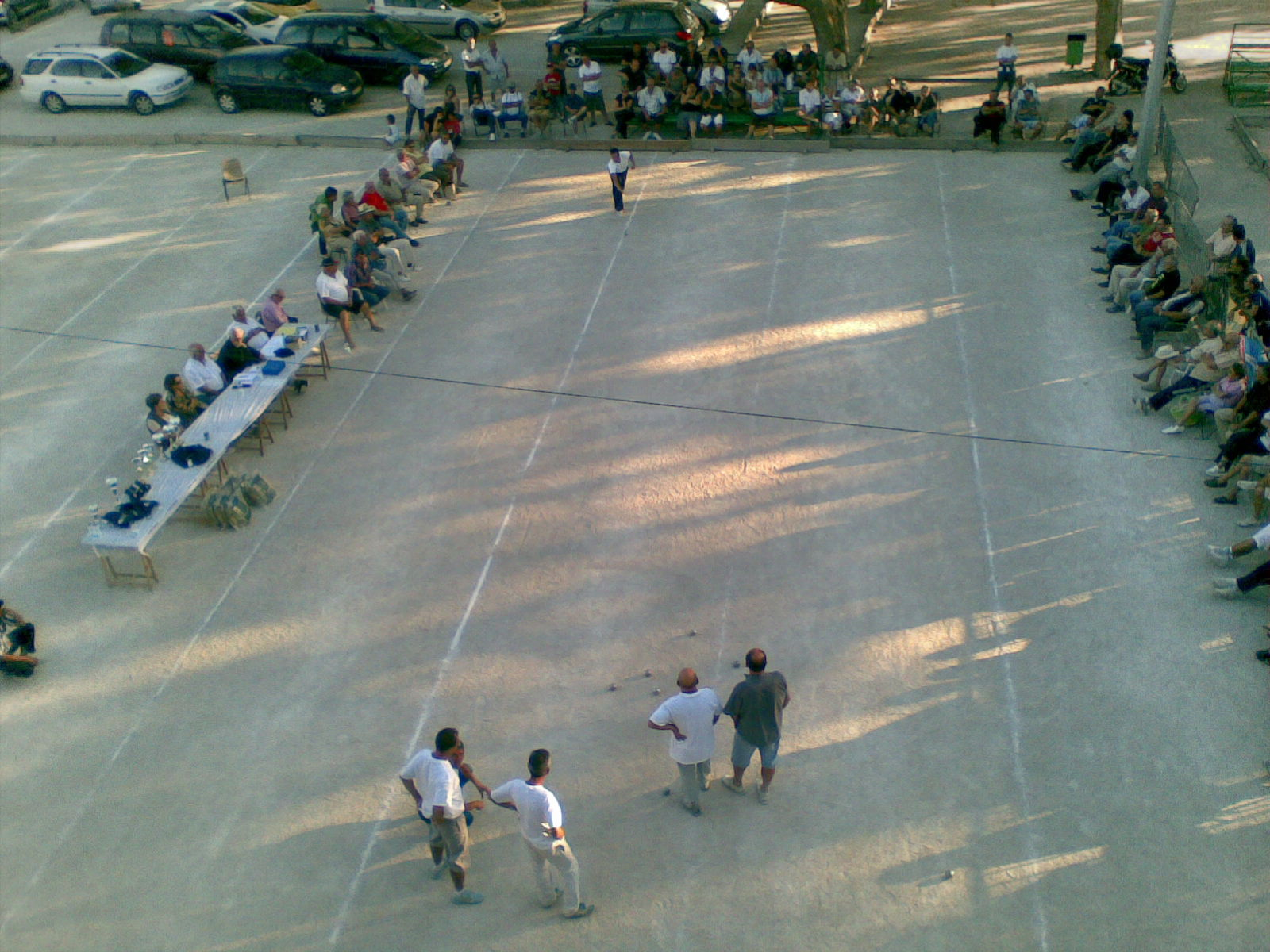
Jeu Provençal
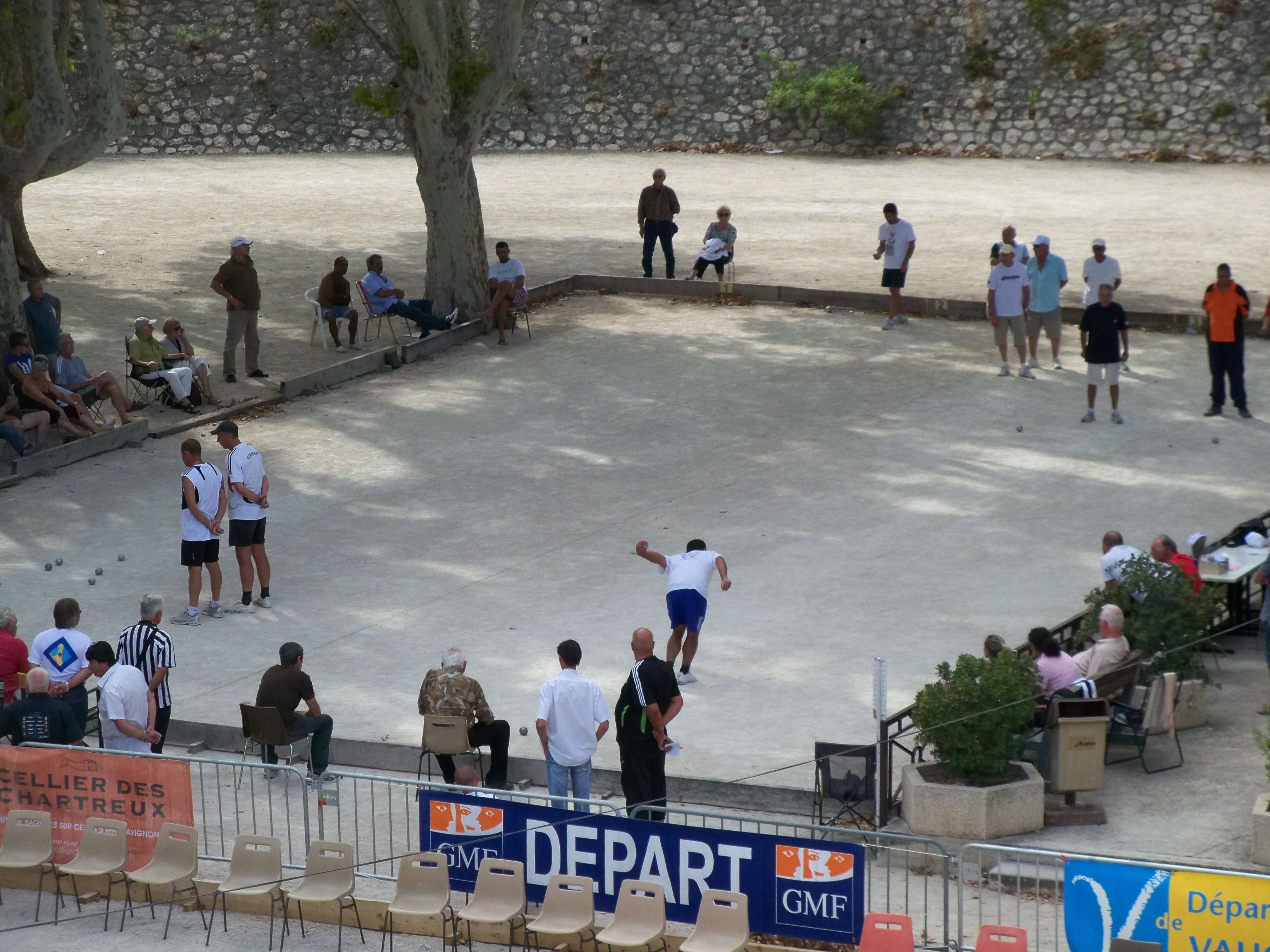
Pétanque